# Obelisco de Arlés
El Obelisco de Arlés (en francés: Obélisque d'Arles) es un obelisco romano construido originalmente en el siglo cuarto, erigido en el centro de la Plaza de la República (Place de la République), enfrente del ayuntamiento de la localidad de Arlés, en Francia.
El obelisco es de granito rojo de Asia Menor. No posee ninguna inscripción. Su altura junto con su pedestal es de aproximadamente 20 m. El obelisco fue erigido por primera vez bajo el emperador romano Constantino II en el centro de la spina del circo romano de Arlés. Después de que el circo fue abandonado en el siglo sexto, el obelisco se cayó y se rompió en dos partes. Fue redescubierto en el siglo XIV y reconstruido en 1676.